# فالون (نوادا)
فالون، نوادا (انگلیسی: Fallon, Nevada) در نوادای ایالات متحده آمریکا واقع است.